# Meunafa
Meunafa is een bestuurslaag in het regentschap Simeulue van de provincie Atjeh, Indonesië. Meunafa telt 813 inwoners (volkstelling 2010).